# Voluntad de Dios

El concepto de aceptación a la voluntad de Dios es también el centro del islam (nombre que, justamente, se traduce como "sumisión"), con Abraham por patriarca y origen del pueblo árabe (a través de Ismael) al igual que del pueblo judío (a través de Isaac). De hecho, en la tradición musulmana el hijo legítimo de Abraham es Ismael y quien iba a ser sacrificado, mientras que en la tradición judeocristiana (la reflejada en el Génesis) es un hijo ilegítimo, y no interviene en el episodio del sacrificio.

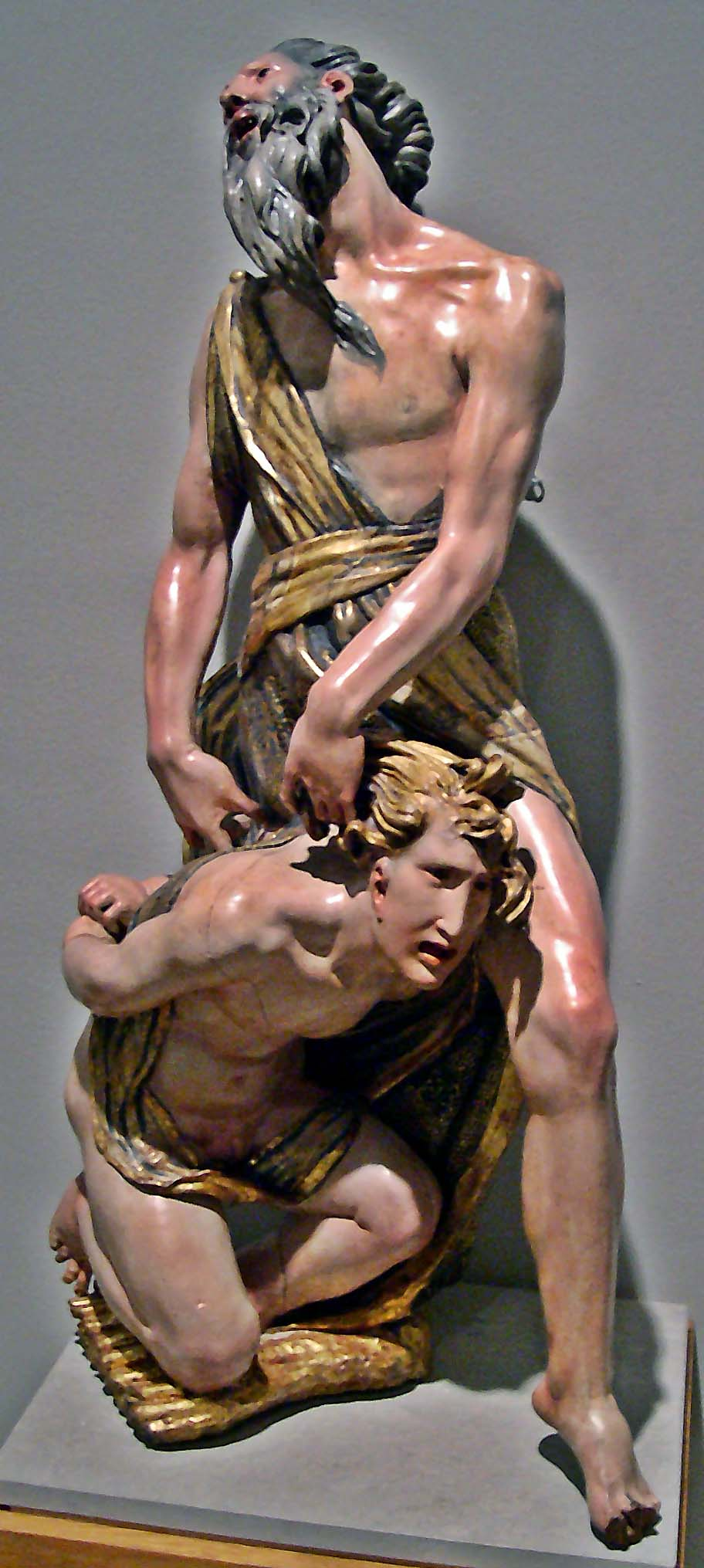
Sacrificio de Isaac, talla de Alonso Berruguete. En este relato histórico bíblico (Génesis, 22), Dios prueba la obediencia de Abraham al ordenarle sacrificar a su único hijo, que Él mismo le concedió tras años de estéril. Ofrecer tal sacrificio a Dios es, para Abraham, renunciar a lo más valioso para un patriarca, la descendencia legítima, pero obedecer la voluntad de Dios importa más que todo en el mundo y se dispone a degollar a Isaac. Al comprobar Dios la total disposición de Abraham a obedecer, le ordena que pare y cambie la víctima del sacrificio por un animal.
El concepto de aceptación a la voluntad de Dios es también el centro del islam (nombre que, justamente, se traduce como "sumisión"), con Abraham por patriarca y origen del pueblo árabe (a través de Ismael) al igual que del pueblo judío (a través de Isaac). De hecho, en la tradición musulmana el hijo legítimo de Abraham es Ismael y quien iba a ser sacrificado, mientras que en la tradición judeocristiana (la reflejada en el Génesis) es un hijo ilegítimo, y no interviene en el episodio del sacrificio.

Voluntad de Dios o voluntad divina es un concepto teológico del cristianismo y las otras religiones abrahámicas (judaísmo e islam).
La creencia en la existencia de Dios como un ser personal implica la atribución a Dios, en cuanto persona, de las tres cualidades de la personalidad en sentido ontológico: memoria (memoria de Dios o memoria divina); inteligencia (inteligencia de Dios o inteligencia divina) y voluntad (libre albedrío).
Desde el punto de vista cristiano no se entiende tal atribución de cualidades humanas a Dios como una antropomorfización (construcción de Dios a imagen del hombre), sino al revés, ya que el hombre es quien fue creado por Dios a su imagen y semejanza; de modo que las cualidades humanas de persona ontológica son, usando la terminología platónica, una sombra de las cualidades perfectísimas, o infinitamente perfectas, de la persona ontológica de Dios.

## Aceptación del hombre a la voluntad de Dios
La conformidad con la voluntad de Dios es una Virtud cristiana. 
Según la Fe Cristiana la persona que hace un buen uso de su libre albedrío, eligiendo hacer  la Voluntad de Dios, está reconociendo que solo Dios puede proporcionarle la felicidad plena que anhela para sí mismo y para sus hermanos. Reconoce también que solo Dios puede conducir a las almas al mejor destino eterno.
El religioso comprende esta situación como una manifestación de confianza en Dios al reconocerlo como a un padre amoroso que quiere caminar de la mano con nosotros, guiarnos, protegernos y llevarnos a la felicidad eterna: "El Cielo".
En sentido figurado es como estar encadenados y esclavizados (pecado)  y hubiera una cantidad innumerable  de llaves distintas (caminos) para abrir tales cadenas y sólo Dios conoce la única llave que las abre (la Verdad). El que no hace la voluntad de Dios, se asemeja a aquel que va probando una a una las llaves pudiendo morir de hambre o sed en su intento. En cambio, el que hace la Voluntad de Dios, es como aquel que simplemente le pregunta al que ya conoce todas y cada una de esas llaves, sabiendo a perfección cual de ellas es la correcta, y luego simplemente la utiliza pudiéndose liberar y salir caminando.
Entonces, desde el punto de vista religioso, hacer la Voluntad de Dios te hace libre y no hacerla te hace esclavo. Según el cristianismo, esa es una de las maravillas de Dios tan incomprensible para los incrédulos, pero tan bella y deseable para los que siguen a Dios con decisión, donde en ella encuentran la más plena felicidad.
Según el cristianismo, hacer la Voluntad de Dios es una elección libre y voluntaria de la persona, de actuar conforme a la Voluntad Divina donándose a sí mismo a la causa de Dios, al igual que Dios en la persona de Jesucristo se donó libre y totalmente a nosotros para nuestra Salvación. 
En sentido religioso, hacer la voluntad de Dios es bueno para el alma porque logra ejercitar las virtudes cristianas de la Humildad, la Obediencia y la Fe.

## El plan de Dios desde la visión de la Fe
Según la fe cristiana, "el Plan de Dios" es el camino que con amor infinito Dios ha trazado para cada persona desde antes de su nacimiento. Esta manifestación de su amor divino (al regalar una misión que cumplir a cada persona) proporciona un sentido trascendental a su vida.
Pero a pesar de este plan particular para cada persona también existe un plan general o universal que es común a todos: "La Santidad". 
Según el cristianismo el "Plan de Dios" se conoce en íntima unión con Dios. La tradición de la Iglesia Católica enseña cómo los santos y beatos observaron y cumplieron con la voluntad de Dios en sus vidas. Como San Francisco de Asís, La Madre Teresa de Calcuta entre muchos otros casos.

## Textos bíblicos
La revelación divina es entendida como la manifestación de la voluntad de Dios a los hombres, recibida de las Sagradas Escrituras.
En cuanto a la expresión "voluntad de Dios" en los textos bíblicos, hay algunos pasajes donde se utiliza expresamente,

Porque cualquiera que hiciere la voluntad de Dios, éste es mi hermano, y mi hermana, y mi madre.
Marcos 3:35

El que quiera hacer la voluntad de Dios, sabrá si la enseñanza es de Dios, o si yo hablo por mi propia cuenta.
Juan 7:17

Por tanto, hoy les declaro que soy inocente de la sangre de todos,
porque sin vacilar les he proclamado todo el propósito de Dios.
Hechos 20:26-27Según las traducciones, se usa la expresión "consejo de Dios" o "plan de Dios"; en la Vulgata omne consilium Dei vobis.

especialmente en las epístolas.

Y no os conforméis á este siglo; mas reformaos por la renovación de vuestro entendimiento, para que experimentéis cuál sea la buena voluntad de Dios, agradable y perfecta.
Romanos 12:2

Mas el que escudriña los corazones, sabe cuál es el intento del Espíritu, porque conforme á la voluntad de Dios, demanda por los santos.
Romanos 8:27

No sirviendo al ojo, como los que agradan á los hombres; sino como siervos de Cristo, haciendo de ánimo la voluntad de Dios;
Efesios 6:6

Porque la voluntad de Dios es vuestra santificación: que os apartéis de fornicación;
Que cada uno de vosotros sepa tener su vaso en santificación y honor;
No con afecto de concupiscencia, como los Gentiles que no conocen á Dios:
Que ninguno oprima, ni engañe en nada á su hermano: porque el Señor es vengador de todo esto, como ya os hemos dicho y protestado.
1 Tesalonicenses 4:3-6

Dad gracias en todo; porque esta es la voluntad de Dios para con vosotros en Cristo Jesús.
1 Tesalonicenses 5:18

Porque la paciencia os es necesaria; para que, habiendo hecho la voluntad de Dios, obtengáis la promesa.
Hebreos 10:36

Porque esta es la voluntad de Dios; que haciendo bien, hagáis callar a la ignorancia de los hombres vanos:
Como libres, y no como teniendo la libertad por cobertura de malicia, sino como siervos de Dios.
Honrad á todos. Amad la fraternidad. Temed á Dios. Honrad al rey.
Siervos, sed sujetos con todo temor á vuestros amos; no solamente á los buenos y humanos, sino también á los rigurosos.
Porque esto es agradable, si alguno á causa de la conciencia delante de Dios, sufre molestias padeciendo injustamente.
¿qué gloria es, si pecando vosotros sois abofeteados, y lo sufrís? mas si haciendo bien sois afligidos, y lo sufrís, esto ciertamente es agradable delante de Dios.
1 Pedro 2:15-20

Para que ya el tiempo que queda en carne, viva, no á las concupiscencias de los hombres, sino á la voluntad de Dios.
1 Pedro 4:2

Y el mundo se pasa, y su concupiscencia; mas el que hace la voluntad de Dios, permanece para siempre.
1 Juan 2:17